# Зыкова, Дарья Дмитриевна
Дарья Дмитриевна Зыкова — оперная певица (сопрано), солистка оперной труппы Большого театра.

## Биография
- Отец — Зыков Дмитрий Кириллович, журналист, преподаватель каф. Международной журналистики МГИМО, директор Фонда «Наука, культура и жизнь»
- Мать — Зыкова Наталия Сергеевна, преподаватель английского языка
- Брат — Зыков Дмитрий Дмитриевич, эксперт

Получила среднее образование в московской школе № 1230 с углубленным изучением английского языка.
С 1992 года пела в хоре Большого театра. В 1997 году поступила в Московскую государственную консерваторию им. П. И. Чайковского (класс нар. арт. РСФСР, профессора Ирины Ивановны Масленниковой).
В 2005 году окончила с отличием консерваторию, в 2009 году — окончила аспирантуру МГК.
В Большом театре дебютировала в 2008 году в партии Папагены («Волшебная флейта» В. А. Моцарта). В том же году исполнила партию Мерседес («Кармен» Ж. Бизе), в 2009 г выступила в партии Бригиты («Иоланта», П. И. Чайковский), в 2010—спела партию Адели в премьерном спектакле «Летучая мышь» в постановке Василия Бархатова. (www.bolshoi.ru), исполнила партию Маши («Пиковая дама» П. И. Чайковский), Бригиты ("Иоланта" П.И.Чайковского), партию Золотого петушка ("Золотой петушок, Н. А. Римский-Корсаков), Марианны Ляйтметцерин («Кавалер розы» Р. Штраус), Герды (С. Баневич, «История Кая и Герды»), Берты ("Севильский цирюльник" Дж.Россини). Ведёт активную концертную деятельность в России и за рубежом. Выступала в Австрии, Германии, Италии, Испании, Корее, Литве, Польше, США, Эстонии, Японии.
В 2005 году выиграла право на проведение сольных концертов в США (Индиана, Индианаполис).
Принимала участие в международных музыкальных фестивалях «Ars Longa» (2005, 2007 гг.), «Primavera classica» (2005, 2007, 2008 гг.), Summer Time (Рига, Латвия 2012), «Спасская башня», (Москва, 2012). В рамках фестиваля «Спасская башня» выступала с Музыкальным корпусом Бундесвера (дирижёр — Вальтер Ратцек). В рамках международного музыкального фестиваля «Opera Apriori» принимала участие в мировой премьере оперы «Чёрный монах» (Москва, 2014 г, композитор Алексей Курбатов).
Участвовала в исполнении оперы Дж. Россини «Танкред» (2005 г.) и «Римской мессы» Дж. Б. Перголези (2006 г.) в Большом зале Московской консерватории.
В 2007 г. в Литовской национальной филармонии в Вильнюсе исполнила заглавную партию в опере «Снегурочка» в спектакле Оперного театра Московской государственной консерватории. Выступает с ведущими музыкальными коллективами, в том числе с Большим симфоническим оркестром им. Чайковского, Академическим оркестром народных инструментов им. Осипова,  Симфоническим оркестром Москвы "Русская филармония". Выступает в концертах Московской государственной академической филармонии. Принимает участие в программе «Романтика романса» ГТРК «Культура».
Ведёт активную благотворительную и просветительскую деятельность. Регулярно выступает с концертами и открытыми уроками в школах и детских домах в Москве, Одинцове, Суздале, Буе и др.

## Награды
- В 2002 году завоевала Гран-При на Всероссийском конкурсе вокалистов «Bella voce»[1].
- В 2007 году стала лауреатом музыкального фестиваля «Возрождение» и обладательницей стипендии Фонда Д. Шостаковича.
- В 2008 году награждена знаком отличия Сербского Патриархата
- В 2014 году Советом по общественным наградам награждена орденом «За службу Отечеству» II степени
- в 2015 году награждена медалью «1000-летие преставления святого равноапостольного князя Владимира»